# René Charpentier (homme politique)
Pour les articles homonymes, voir René Charpentier et Charpentier (homonymie).
 (décembre 2023).
Si vous disposez d'ouvrages ou d'articles de référence ou si vous connaissez des sites web de qualité traitant du thème abordé ici, merci de compléter l'article en donnant les références utiles à sa vérifiabilité et en les liant à la section « Notes et références ».
René Charpentier, né le 9 juin 1909 à Paris (16e) et mort dans cette même ville le 2 janvier 1999, est un homme politique français.

## Biographie
Fils de Jean-Charles Charpentier, secrétaire d'ambassade et notable politique local (Maire de Baizil, conseiller général de la Marne, et président du conseil général), René Charpentier est ingénieur agronome et prend la direction d'une exploitation agricole au Thoult-Trosnay.
Pendant la seconde guerre mondiale, il utilise ses terres agricoles comme terrain de parachutage pour des livraisons faites pour la résistance locale. Cette activité, une fois découverte par les allemands, lui vaut d'être arrêté en novembre 1943, puis déporté à Buchenwald.
Rescapé du camp, il est ensuite décoré de la légion d'honneur, de la croix de guerre et de la médaille de la résistance.
En 1945, il est élu conseiller municipal de sa commune, et conseiller général, dans le canton de Montmirail.
Lors de l'élection de la première constituante, il mène la liste du MRP dans la Marne, et obtient 42 % des voix, ce qui lui permet d'être élu député. Il est réélu l'année suivante à la deuxième constituante, mais avec un résultat moindre (34,5 %).
Il exerce alors les fonctions de rapporteur de la commission de l'agriculture.
Réélu en novembre 1946, avec 37,7 % des voix,  il n'obtient en 1951 que 20,9 % des voix, mais grâce à un apparentement avec les listes socialiste, du centre-droit avec les radicaux et de celle de « défense des contribuables », le MRP conserve ses deux élus. En 1956, il obtient à peu près le même résultat (22,3 %) et est donc réélu.
Pendant toute cette période, il apparaît pendant cette législature comme un des principaux spécialistes des questions agricoles à l'Assemblée nationale. Il est d'ailleurs un député très actif, et devient en 1951 vice-président de la commission de l'agriculture.
Ses positions sur les autres sujets ne se distinguent pas de celle de son parti. En 1958, il soutient le retour de Charles de Gaulle au pouvoir, mais n'est pas réélu député en novembre.
Pendant toute la IVe République, René Charpentier vote comme l'ensemble du groupe M.R.P. lors des scrutins importants. Il accorde sa confiance au général de Gaulle (1er juin 1958) et se prononce pour les pleins pouvoirs et la révision constitutionnelle (2 juin).

## Sources
- Ressources relatives à la vie publique :   - Assemblée parlementaire du Conseil de l'Europe
  - Base Sycomore